# Laareind
Pour les articles homonymes, voir Laareind.
Laareind est un hameau situé dans la commune néerlandaise de Rhenen, dans la province d'Utrecht.
Laareind est la localité la plus extrême est de la province d'Utrecht.